# 金铃乡
金铃乡，是中华人民共和国重庆市石柱土家族自治县下辖的一个乡镇级行政单位。

## 行政区划
金铃乡下辖以下地区：
银杏村、响水村、石笋村和华阳村。

## 中国传统村落
2012年，银杏村被评为首批“中国传统村落”。